# Die drei dunklen Könige
Die drei dunklen Könige ist eine Kurzgeschichte des deutschen Schriftstellers Wolfgang Borchert. Sie entstand im Jahr 1946 und wurde erstmals am 24. Dezember desselben Jahres in der Hamburger Freien Presse veröffentlicht. Borchert nahm sie in seine zweite Prosasammlung An diesem Dienstag auf, die im November 1947 erschien, im selben Monat, in dem der Autor mit 26 Jahren starb.
Die Kurzgeschichte überträgt Motive der Weihnachtsgeschichte in die Nachkriegszeit. In den Trümmern einer Stadt nach dem Zweiten Weltkrieg wird an einem kalten Weihnachtsabend ein Kind geboren. Drei vorbeikommende Kriegsheimkehrer beschenken die Familie wie die Heiligen Drei Könige. Das Neugeborene wird für sie wie für die Eltern zum Hoffnungsträger in einer hoffnungslos erscheinenden Zeit. Die Kurzgeschichte ist ein typisches Beispiel der so genannten Trümmerliteratur und wird oft an Schulen im Deutschunterricht behandelt.

## Inhalt

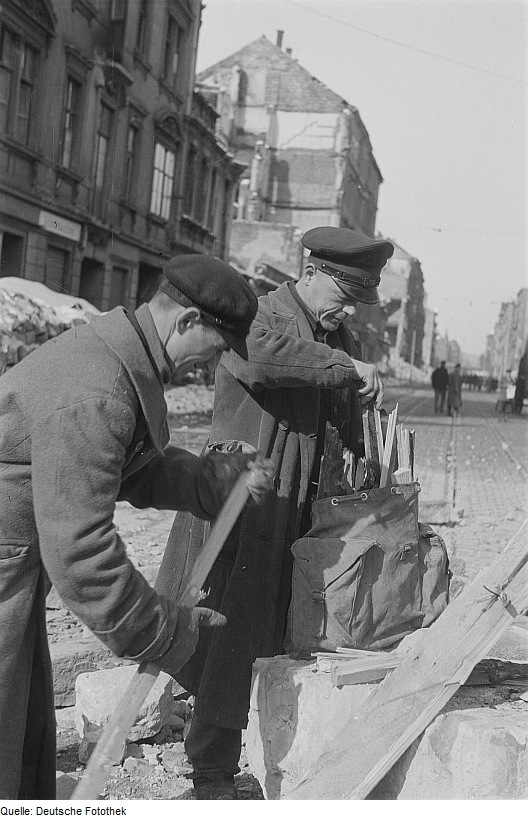
Männer bei der Brennstoffbeschaffung im Winter 1946/47

In den Trümmern einer durch Bombenangriffe des Zweiten Weltkriegs zerstörten Stadt sucht ein Mann nach Holz. Er kehrt zurück zu seiner Frau, die vor einer Stunde ein Kind geboren hat. Während die Mutter erleichtert ist, dass ihr Kind lebt, und das schlafende Neugeborene im Schein des Holzofens von einem Heiligenschein umgeben sieht, ist der Vater von tiefem Zorn über die Kälte und die elenden Umstände erfüllt, unter denen die Geburt stattfinden musste. Vergeblich sucht er nach jemandem, den er dafür verantwortlich machen und an dem er seine Wut auslassen kann.
Drei Männer in alten Soldatenuniformen werden vom Feuerschein angelockt und treten ins Haus, um sich aufzuwärmen. Der erste Soldat hat nur noch Armstümpfe, weil ihm seine Hände erfroren sind. Er schenkt dem Vater Tabak. Der zweite Soldat hat Ödeme an den bandagierten Füßen. Er schenkt dem Kind einen Esel aus Holz, an dem er sieben Monate geschnitzt hat. Der dritte Soldat hat ein Nervenleiden und zittert ununterbrochen. Er habe im Krieg zu viel Angst gehabt, erklären seine Kameraden. Er schenkt der Mutter zwei Bonbons.
Als sich die drei Soldaten über das Kind beugen, schreit es aus Leibeskräften. Daraufhin gehen sie wieder. Der Mann sinniert, sie wären sonderbare Heilige gewesen, doch die Frau verweist auf das Kind, das jetzt ganz lebendig sei, so schreie es. Sie erinnert daran, dass Weihnachten sei. Am Ende wird das schlafende Kind vom Feuerschein erleuchtet.

## Form
Kåre Eirek Gullvåg nannte Die drei dunklen Könige eine „wahre“ Kurzgeschichte mit einem Umfang von kaum 700 Wörtern. Auch die einzelnen Sätze sind kurz, die Sprache schlicht: Subjekt, Prädikat und einfache adverbiale Bestimmungen. Nebensätze und Adjektive werden spärlich eingesetzt. Die Substantive stehen in den Grundformen, werden kaum einmal zu Komposita zusammengezogen. Der Stil kommt ohne Ornamente und Verzierungen aus, die Sätze werden parataktisch gereiht. Kennzeichnend für die Parataxe sind häufige Satzanschlüsse mit „da“ oder „dann“, sowie der an den Satzanfang gestellte Artikel. Albrecht Weber sah die Sprache der Geschichte zerlegt in ihre Grundbestandteile. Strukturell sei Die drei dunklen Könige gebaut wie ein Drama in drei Akten, wobei der mittlere Akt, der Auftritt der drei Dunklen, wiederum in drei Szenen mit der Übergabe der jeweiligen Geschenke gegliedert sei. In der Mitte der Geschichte befinde sich das Geschenk für das Kind, der Esel aus Holz, der für Geduld stehe, sowohl symbolisch als auch im Prozess seiner Entstehung.
Die Figuren der Geschichte sind Typen ohne Namen und Individualität. Sie reden Alltagssprache, bleiben auf ihre Funktion reduziert und könnten jedermann sein. Das Kind wird nur über sein stets durch Adjektive begleitetes „Gesicht“ angesprochen, seine Reaktionen bleiben beschränkt auf Schlafen und Schreien. Dagegen werden die Dinge personifiziert: das Pflaster erschrickt, die Planke seufzt, die Tür weint. Nacheinander treten Mann, Frau und Kind auf, wird die Familie in die Geschichte eingeführt. Insbesondere im ersten Abschnitt bleiben die beschriebenen Handlungen isoliert, unterstreichen durch ihre Zerstückelung die Trümmerlandschaft der Stadt. Den Handlungsablauf muss sich der Leser selbst erst zusammenfügen. Immer wieder werden Gegensätze gesetzt: das Dunkel und die Kälte der nächtlichen Stadt gegen die Helligkeit und Wärme des Feuers, das Weinen der Tür gegen das Lachen des Mannes, die zerstörten Häuser gegen das Gesicht des Kindes, das „schon alles“ hat, „was dazugehört“. Auffällig ist der häufige Gebrauch von Hilfsverben, doch „sein“ und „haben“ stehen in der Nachkriegszeit für mehr als bloß für ihre grammatische Funktion. Der hoffnungslosen Situation begegnen die Figuren mit ihrem Lebenswillen, der im Text seinen Widerklang im wiederholten „Aber“ findet.

## Interpretation
Nach Albrecht Weber entwerfe bereits der erste Satz eine Situation: „Er tappte durch die dunkle Vorstadt.“ Die graue Vorstadt werde in der dunklen Nacht zum doppelten Zeichen von Tristesse und Trostlosigkeit. Ihre Zerstörung spiegele sich in den Reaktionen der Gegenstände, die seufzen und weinen. Sie fühlen den Schmerz stärker als die Menschen, die für die Zerstörung verantwortlich zeichnen. Selbst der Mond und die Sterne, auf deren Abwesenheit hingewiesen werde, symbolisieren Entbehrung. Der Mann, der in dieser Situation durch die Trümmer steige, sei verbittert. Er suche nach einem Gegner, den er für seine Not verantwortlich machen könne. „Aber er hatte keinen, dem er dafür die Fäuste ins Gesicht schlagen konnte.“ Es bleibe ihm nur, seinen Kampf auf das Überleben zu richten. Während er durch das eingesammelte Holz die Existenz sichere, warte die Frau in einer klassischen Rollenverteilung auf seine Rückkehr und behüte das Kind. Im Gegensatz zu ihrem Mann besitze sie ein feines Gespür für das entstandene Leben, erkenne schon früh dessen höheren Sinn, indem sie einen Heiligenschein um den Kopf des Neugeborenen wahrnehme.
Das Kind werde zur Hoffnung, angedeutet durch das Licht, in dem es liege. Die „drei Dunklen“ dagegen kommen aus der Nacht. In ihrem Streben zum Licht lassen sie sich vom Vater nicht abwehren. Doch sie haben keine Entschuldigung dafür, in das Zimmer einzudringen, und schweigen. Die Geschenke, mit denen sie sich für die Gastfreundschaft bedanken, erhalten ihren besonderen Wert nicht durch ihre materielle Kostbarkeit, sondern dadurch, dass sie für die Schenkenden Opfer seien. Dabei habe der Esel, das Geschenk des Kindes, den höchsten ideellen Wert. Während seiner Entstehung seien glückliche und verzweifelte Stimmungen von Monaten verarbeitet worden. Nun werde er eingetauscht für einen kurzen Moment im Licht und die Hoffnung, die das Kind ausstrahle. Die Begegnung mit den drei Dunklen lasse die Eltern beschenkt zurück, nicht bloß materiell, sondern indem sie den ideellen Reichtum begreifen, den sie aneinander und an ihrem Kind trotz aller materiellen Not haben. Der Zorn des Mannes vergehe, und ihm werde das Heilige der Begegnung offenbar: erst nenne er die drei Dunklen „Sonderbare Heilige“, dann „Schöne Heilige“. Die Frau ziehe die Verbindung zur Weihnacht. Die Kälte und die Hoffnungslosigkeit seien überwunden, die Familie habe zum Glauben und zur Geborgenheit gefunden.

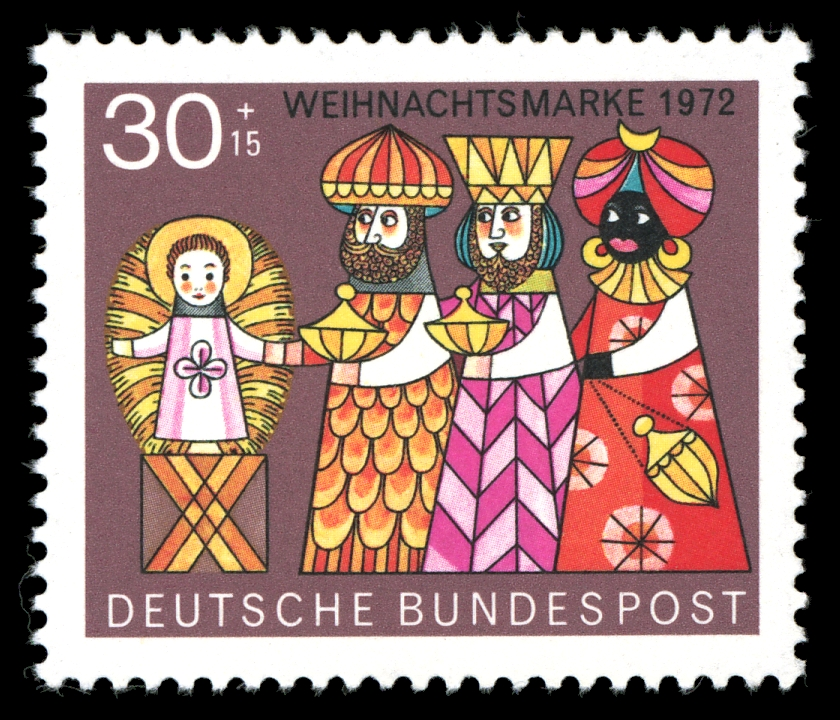
Weihnachtsbriefmarke 1972 der Deutschen Bundespost

Wilhelm Große sah im Heiligenschein, den die Mutter im Licht um ihr Kind erkenne, den ersten Höhe- und Umschlagpunkt der Geschichte. Hier werde erstmals das Motiv der Geburt zu Betlehem offenbar, in dem Mutter und Vater zu Maria und Josef werden, das Kind zum Erlöser, der eine dem Tod geweihte Welt rette. Dabei seien der Tod und die Erlösung in der Geschichte symbolisiert durch die Gegensätze von Dunkel und Hell. Ganz unköniglich und vom Krieg gezeichnet treten die Heiligen Drei Könige auf, die dem Licht gefolgt seien wie dem Stern von Betlehem. Im Gegensatz zu ihrem dunklen und zerlumpten Äußeren, erweisen sie sich durch ihre Handlungen als Könige. Am Ende werden sie selbst vom Kind erlöst, nach dessen Schreien sie „die Füße aufhoben und zur Tür schlichen“. Im Schrei des Kindes liege das Leben. Große schloss mit dem Urteil: „Die Kurzgeschichte ist eine säkularisierte, in die Nachkriegszeit verlegte, moderne Weihnachtsgeschichte.“
Auch für Kåre Eirek Gullvåg entschlüsselte sich die Struktur der Geschichte aus ihrem Ende. Mit der Erwähnung, dass die Geburt an Weihnachten stattgefunden habe, werde Licht auf den vorherigen Ablauf geworfen, die Ähnlichkeiten und Unterschiede zur biblischen Weihnachtsgeschichte treten zutage. Die Funktion des Lichts markiere die zentralen Stellen der Geschichte. Aus ihnen legte Gullvåg eine Einteilung der Handlung fest:
1. Einführung; der Mann tappe im Dunkeln.
2. Das Kind trete in Erscheinung, als zum ersten Mal Licht auf sein Gesicht falle.
3. Die Frau sehe im Licht um das Kind einen Heiligenschein, wodurch der Gegensatz zwischen Sein und Schein aufgebaut werde.
4. Das Licht falle auf die drei Dunklen. Obwohl sie aus dem Nichts kommen, haben sie Geschenke zu geben.
5. Das Licht falle ein letztes Mal auf das Kind; zuvor bloß „warm“, ist es nun „hell“ geworden.

Am Ende habe das Licht des Kindes die Menschen erhellt, wobei diese Erhellung innerlich zu verstehen sei. Der Mensch finde Hoffnung in der Nächstenliebe, werde zum Mitmenschen. Auch der Zorn des Vaters wolle sich nicht länger in Gewalt Bahn brechen. Der Vater habe sein Verhältnis zum Leben gewandelt.
Manfred Durzak verglich Die drei dunklen Könige mit der berühmten Vorlage The Gift of the Magi, einer Short Story von O. Henry. In beiden Geschichten werde die materielle Notsituation eines Paares vor dem zeitgeschichtlichen Hintergrund – bei O. Henry die Große Depression – an einem Weihnachtsabend abgehandelt. Borcherts Geschichte sei allerdings wesentlich straffer, nüchterner und zugespitzter erzählt als jene von O. Henry. Gleichzeitig sei sie in der Vermittlung des Ethos zurückhaltender. Beide Geschichten richteten sich an ein unterschiedliches Publikum: O. Henry schreibe für Zeitschriften und den Konsum einer breiten Leserschaft, während für Borchert der Adressat seiner Texte nicht ein Unterhaltung Suchender sei, sondern der Mitbetroffene, der Schicksalsgenosse.

## Rezeption
Die Kurzgeschichte Die drei dunklen Könige wurde erstmals am 24. Dezember 1946, mitten im Hungerwinter 1946/47, in der Hamburger Freien Presse veröffentlicht. Im folgenden Jahr wurde sie in Wolfgang Borcherts zweite Prosasammlung An diesem Dienstag aufgenommen, die im November 1947 beim Rowohlt Verlag erschien. Die drei dunklen Könige gehört zu den bekanntesten Kurzgeschichten des Autors, gilt als typisches Beispiel der Trümmerliteratur nach dem Zweiten Weltkrieg und wurde vielfach in Lesebüchern abgedruckt sowie im Schulunterricht behandelt.
Kåre Eirek Gullvåg nannte Die drei dunklen Könige die „vielleicht schönste Geschichte Borcherts“. Anna-Maria Darboven sprach von einer „seltsam ergreifenden Weihnachtsgeschichte“. Hermann Wiegmann betonte „die behutsam angesetzte Symbolik“ am Ende der Kurzgeschichte, in der eine „Handvoll Licht […] so etwas wie Hoffnung in absoluter Trostlosigkeit vermitteln kann“.

### Textausgaben
- Wolfgang Borchert: An diesem Dienstag. Neunzehn Geschichten. Rowohlt, Hamburg/Stuttgart 1947, S. 31–33. (Erstausgabe)
- Wolfgang Borchert: Das Gesamtwerk. Rowohlt, Reinbek 2007, ISBN 978-3-498-00652-5, S. 217–219.

### Sekundärliteratur
- Wilhelm Große: Wolfgang Borchert. Kurzgeschichten. Oldenbourg, München 1995, ISBN 978-3-637-88629-2, S. 49–52.
- Kåre Eirek Gullvåg: Der Mann aus den Trümmern. Wolfgang Borchert und seine Dichtung. K. Fischer, Aachen 1997, ISBN 3-89514-103-8, S. 88–90.
- Albrecht Weber: Nachts schlafen die Ratten doch. In: Rupert Hirschenauer, Albrecht Weber (Hrsg.): Interpretationen zu Wolfgang Borchert. Oldenbourg, München 1995, ISBN 3-486-01909-0, S. 97–108.
- Manfred Durzak: Die deutsche Kurzgeschichte der Gegenwart. Autorenporträts, Werkstattgespräche, Interpretationen. Königshausen & Neumann, Würzburg 2002, ISBN 3-8260-2074-X, S. 122–124.